# Diocèse de Zielona Góra-Gorzów
Le diocèse de Zielona Góra-Gorzów (en latin : Dioecesis Viridimontanensis-Gorzoviensis) est un diocèse catholique de Pologne de la province ecclésiastique de Szczecin-Kamień dont le siège est situé à Zielona Góra. Il comprend l'ensemble de la voïvodie de Lubusz et le powiat de Głogów dans la partie nord de la voïvodie de Basse-Silésie, dans l'ouest du pays. Son territoire est divisé en 29 doyennés et 270 paroisses. L'évêque actuel est Tadeusz Lityński (de), depuis 2015. 

## Historique
Le diocèse de Lebus (en) (latin : Dioecesis Lubucensis) a été érigé vers 1125. Il était suffragant de l'archidiocèse de Gniezno. En 1276, le siège est transféré à Górzyca, puis en 1385 à Fürstenwalde, dans le Brandebourg. À partir de 1555, le territoire du diocèse passe au protestantisme et le diocèse est supprimé.
L'héritier de ce siège historique est le diocèse de Gorzów, érigé le 28 juin 1972 par la bulle Episcoporum Poloniae du pape Paul VI, en prenant son territoire de l'archidiocèse de Wroclaw, du diocèse de Berlin (aujourd'hui archidiocèse) et de la prélature territoriale de Schneidemühl. Il était à l'origine suffragant de l'archidiocèse de Wroclaw.
Le 25 mars 1992, à la suite de la bulle Totus tuus Poloniae populus du pape Jean-Paul II, il a pris son nom actuel faisant partie de la province ecclésiastique de l'archidiocèse de Szczecin-Kamień. Il cède également des parties de son territoire au diocèse de Koszalin-Kołobrzeg

Localisation du diocèse.
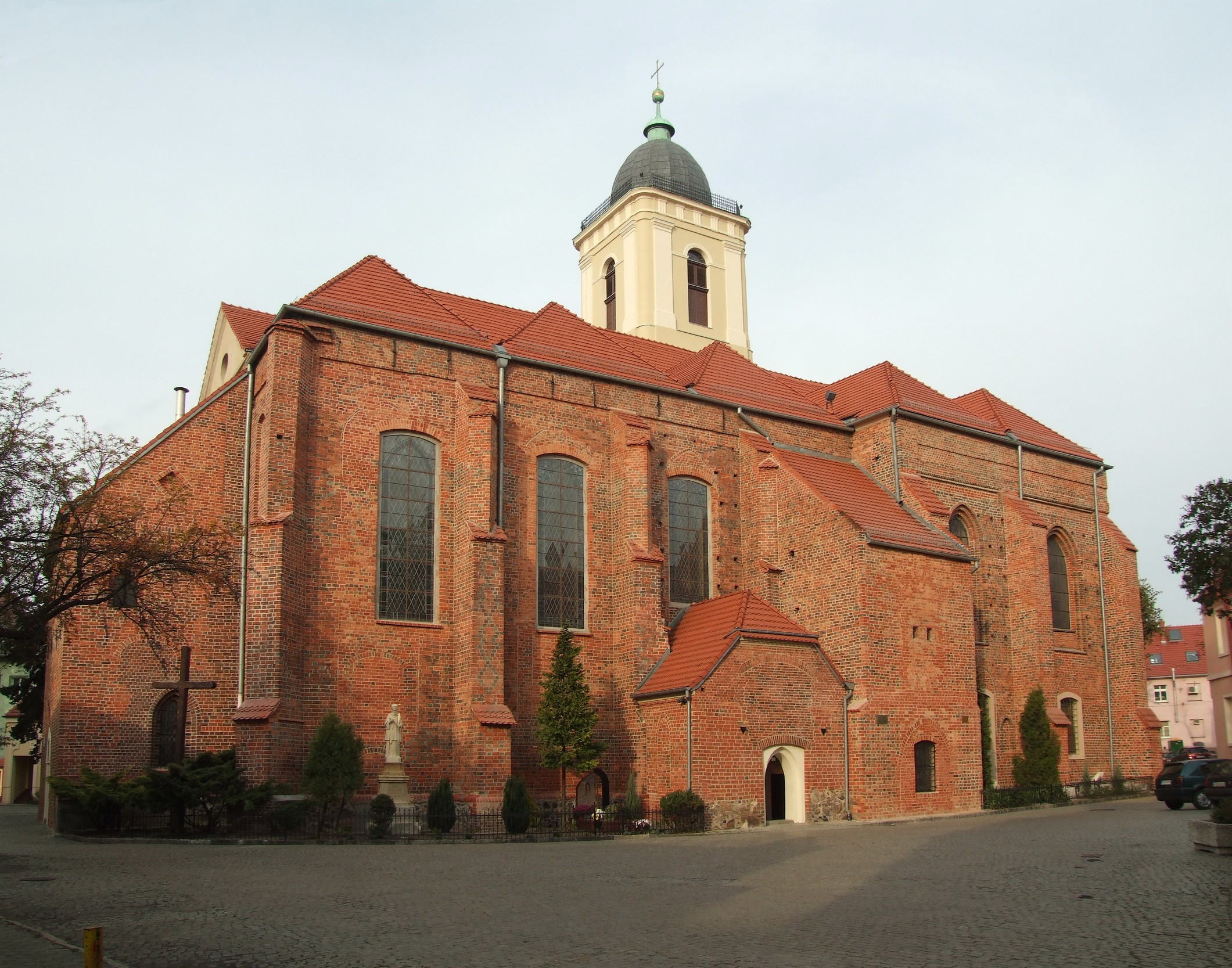
La co-cathédrale Sainte-Edwige de Zielona Góra.
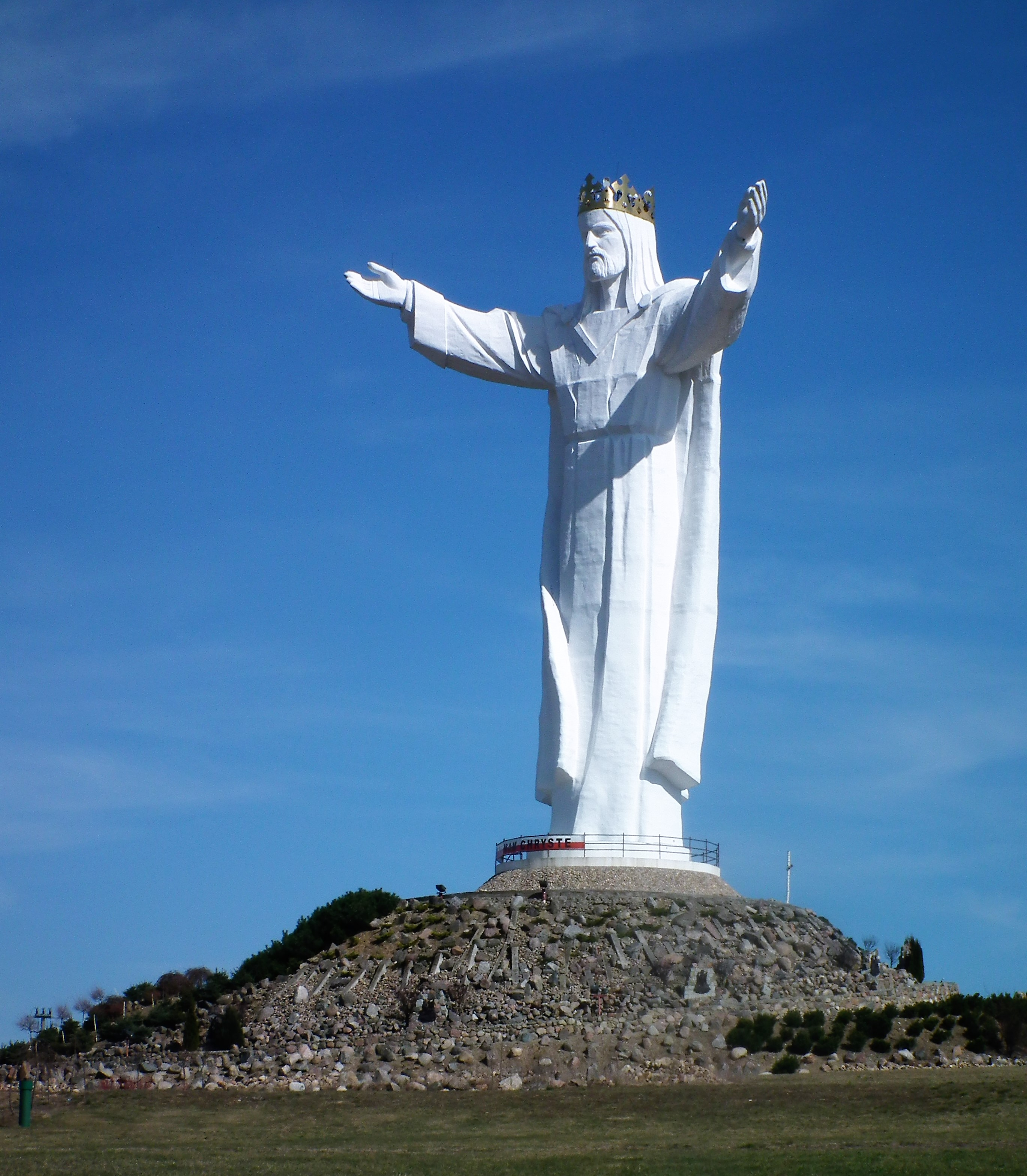
La statue du Christ-Roi à Świebodzin (2010).

## Églises principales du diocèse
- L'église de l'Assomption-de-la-Bienheureuse-Vierge Marie (en) (en polonais : Katedra Wniebowzięcia Najświętszej Maryi Panny) est la cathédrale de Gorzów Wielkopolski et du diocèse.

- La co-cathédrale Sainte-Edwige (en polonais : Konkatedra św. Jadwigi) de Zielona Góra.

- Basiliques mineures :
  - Basilique Notre-Dame de Rokitniańska (en polonais : Bazylika Matki Bożej Rokitniańskiej') de Rokitno.

## Évêques
- Wilhelm Pluta, du 28 juin 1972 jusqu'à sa mort le 22 janvier 1986,
- Józef Michalik, du 1er octobre 1986 jusqu'au 17 avril 1993, puis archevêque de Przemyśl,
- Adam Dyczkowski (pl), du 17 juillet 1993 jusqu'à sa retraite le 29 décembre 2007,
- Stefan Regmunt, du 29 décembre 2007 jusqu'à sa démission le 23 Nov 2015,
- Tadeusz Lityński (de), depuis le 23 novembre 2015.

- Évêques auxiliaires
  - Paweł Socha, du 15 décembre 1989 jusqu'au 23 juin 2007,